# اوبير نيسن
هوبير نيسن (بالفرنسية: Hubert Nyssen)‏ (1925 - 2011)، هو كاتب ونشر بلجيكي. مؤسس دار نشر «آكت سود Actes Sud»، ولد يوم 11 أبريل 1925 في بروكسل،  وحصل على الجنسية الفرنسية العام 1976 وكان يحمل دكتوراه في الأداب وعلم في جامعتي آكس أون بروفانس “جنوب شرق فرنسا” ولييج في بلجيكا. وهو صاحب عدة مؤلفات من روايات ومحاولات أدبية ودواين شعر. وقد أسس العام 1978 دار “آكت سود”.
توفي يوم السبت 12 نوفمبر 2011 في بارادو (فرنسا) عن 86 عاما.